# Bundaberg Rum
Il rum Bundaberg è prodotto della società Bundaberg Distilling Company nell'omonima cittadina Australiana (Stato del Queensland).

## Storia
Nato nel 1888 dalla volontà di un gruppo di produttori di canna da zucchero che volevano ottenere rum dalla melassa, è attualmente uno dei distillati più consumati in Australia il cui marchio è detenuto dalla multinazionale Diageo.

## Tipi di Bundaberg in commercio
Esistono attualmente tre tipi diversi di Bundaberg:
Bundaberg Rum UP : un rum leggero, colore ambrato e aromatico.
Bundaberg Rum OP : un rum identico alla versione UP, ma di gradazione alcolica molto maggiore, una versione overproof.
Bundaberg distiller's N°3 : un rum blended di colore pallido, ottimo per tutti i cocktail e long drink a base di rum.
Le distillerie producono anche un liquore e diversi preparati a base di rum.

## Tipi di Bundaberg non più in commercio
Bundaberg Black  : un rum invecchiato, almeno 8 anni, prodotto dal 1995 per 10 anni, con la particolarità che ogni annata era diversa sia per aroma che per gusto.
Bundaberg Rum pure Gold : un rum realizzato per i giochi olimpici di Sydney.